# Åby Klippans tidning
Åby Klippans tidning  var tredagars dagstidning med utgivning i Ängelhom från 15 oktober 1898  (5 provnummer i oktober 1898) till 30 november 1901. Fullständiga titeln var 1898 Åby-Klippans tidning Nyhets och annonsorgan för Åby-Klippan-Gråmanstorp-Västra Sönnarsslöt-Kvidinge-Östra Ljungby-Vedby-Oderljunga-Örkelljunga-Perstorp-Torup-Riseberga och Stenestad.

## Redaktion
Redaktionsort var hela tiden Ängelholm. Tidningen sades inledningsvis vara opolitisk, men 1900-1901 bekände den sig som moderat liberal. Utgivningsfrekvens var tre dagar i veckan tisdag, torsdag och lördag. Tidningen var edition till Engelsholmsposten som utgavs under ungefär samma tid i Ängelholm.
| Period                 | Ansvarig utgivare        | Period                 | Redaktör          |
| 1898-10-04--1899-11-28 | Nyberg, Karl Emil Thure  | 1898-10-15--1899-11-28 | Nyberg, Thure     |
| 1899-11-30--1900-05-03 | Schultz, Hjalmar         | 1899-11-30--1900-05-03 | Schultz, Hjalmar  |
| 1900-05-05--1901-11-30 | Derwinger, Gustaf Erhard | 1900-05-05--1901-11-30 | Derwinger, Gustaf |

## Tryckning
Tryckeri var hela utgivningstiden Bröderna Derwingers tryckeri  i Ängelholm . Förlagsnamn var Bröderna Derwinger i Ängelholm.  Tidningen trycktes i svart med antikva som typsnitt på en satsyta för det mesta 52-53 x 36-37 cm eller större. Tidningen hade hela tiden 4 sidor. Priset för tidningen var 1898-1899 3 kronor och sedan 2,40 kronor. Periodiskt fanns ett Bihang som kom ut oregelbundet varierande dagar och med allmänt innehåll.